# Afiesl
Afiesl község volt Ausztriában, Felső-Ausztria tartományban, a Rohrbachi járásban 2019. január 1-én egyesítették Sankt Stefan am Walde községgel, azóta az akkor alapított Sankt Stefan-Afiesl községhez tartozik, területe 14 km² volt.

## Fekvése
Tengerszint feletti magassága 740 méter.

## Népesség
Lakosainak száma 394 fő (2018. január 1.).